# Rita Kempley
Rita Abrams Kempley (* 1945) ist eine US-amerikanische Filmkritikerin und Journalistin.

## Leben
Rita Kempley machte 1967 ihren Abschluss an der Journalismusschule der University of Missouri. Sie arbeitete von 1977 bis 1979 als Journalistin beim Washington Dossier. Von Juli 1979 bis Dezember 2004 war sie Filmkritikerin der Washington Post.